# Retablo gótico del Monasterio de Santes Creus
El Retablo gótico del Monasterio de Santes Creus es un retablo pintado por Guerau Gener y Lluís Borrassà entre  1407 y 1411. Es una de las obras claves del gótico internacional en Cataluña es el retablo mariano realizado para el altar mayor del monasterio de Santes Creus. El MNAC conserva la Natividad, coronada por la figura de San Juan Evangelista, y la Resurrección de Cristo, mientras que el resto de las tablas se conservan en una de las capillas de la catedral de Tarragona. El retablo se le encargó a Pere Serra pero parece que murió sin haberlo empezado a pintar. Guerau Gener, buen conocedor del gótico internacional valenciano, lo sustituyó, pero su prematura muerte hizo que Lluís Borrassà, uno de los grandes protagonistas de la pintura del primer gótico internacional catalán, finalizara el encargo.

## Historia
El retablo del altar mayor del monasterio de Santes Creus fue construido para el nuevo altar consagrado el 28 de marzo de 1414. El retablo había sido un encargo del abad Andrés Puerta quien lo contrató por 10 000  sueldos al pintor Pedro Serra el 26 de enero del año 1403. En esta ápoca figura como testigo el carpintero barcelonés Ponç Gallart quien podría ser el autor de la estructura del retablo. Serra recibió pagos por un total de 300 florines entre 1403 y 1404. La muerte de este artista hacia el 1406, pero, impidió que finalizara el retablo, y el nuevo abad Bernat Dalmau encargó la continuación de la obra al pintor Guerau Gener que también lo dejó inconcluso por su muerte hacia el 1410. Fue el que había sido su maestro, Lluís Borrassà quien lo concluyó el 28 de abril de 1411, y por el que cobró 133 libras y 6 sueldos de moneda barcelonesa, según consta en un recibo del 16 de marzo de 1416. El coste total fue de 15 170 sueldos, de los cuales el monje fray Vidal de Blanes aportó 10 000; el pavorde y otros miembros de la comunidad aportaron 400 florines y Lluís Rull, abad de Valldigna, aportó 200 florines para los gastos de traslado e instalación desde Barcelona.
Las revueltas derivadas de la Guerra de los Segadores y el cambio de gustos del barroco causaron su sustitución por un retablo de Josep Tramulles del año 1647, encargado por el abad Pedro Salla. El retablo de Guerau fue desmontado y trasladado a la iglesia de Santiago de La Guardia dels Prats (Cuenca de Barberá) que había perdido su retablo cuando las tropas castellanas quemaron la iglesia en 1646. Reconstruida en 1655 alojó una parte del retablo gótico de Santes Creus, en concreto tres calles que se adaptaron para esta iglesia y una cuarta parte, en concreto la calle interior izquierda con las tablas de la Anunciación, la Resurrección y San Juan Evangelista, se enviaron a la ermita de la Virgen de los Prados.
A finales del siglo XIX, como consecuencia de la desamortización, las tablas de la ermita fueron vendidas a un anticuario, del cual pasaron a manos de particulares y desde la segunda mitad del siglo XX se encuentran en el Museo Nacional de Arte de Cataluña. La mayor parte del retablo original, las tablas de la iglesia parroquial de Santiago y las tallas, fueron trasladadas por disposición de la autoridad eclesiástica al museo diocesano de Tarragona en 1914. Después de una restauración en 1933, fueron instaladas en un montaje ficticio en la capilla de la Virgen de Montserrat de la catedral de Tarragona. La única pieza que se ha mantenido en el museo es la talla de la Virgen y en su lugar en el retablo, se ha colocado una imagen de la Virgen de Montserrat, advocación de la capilla. En el año 2002 se localizó una nueva tabla de la predela con parte de la policromía representando santos mártires.

## Estructura original

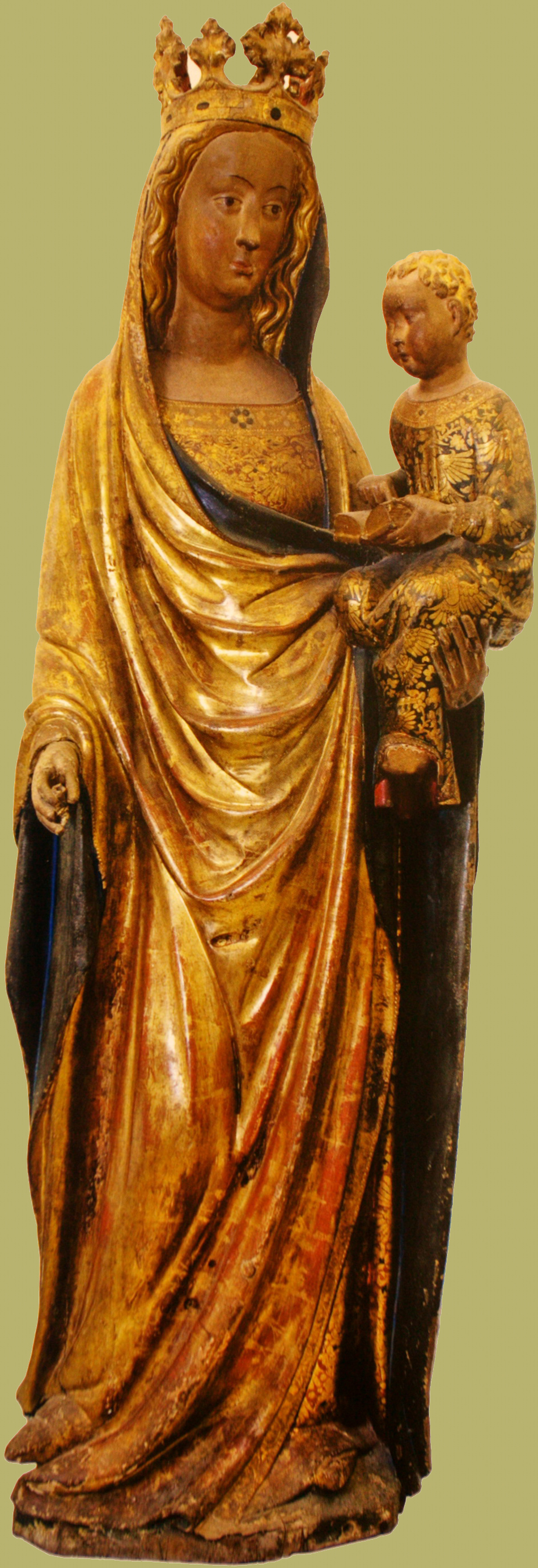
Talla de la Virgen con Niño que había presidido el retablo. Museo Diocesano de Tarragona.

La estructura del retablo original constaba de cuatro calles hechas con tablas al temple de huevo, y una predela. En el centro, entre la segunda y tercera calle, se situaba una talla exenta de la Virgen María, la advocación propia de la orden cisterciense y flanqueando el retablo, dos tallas exentas, a la izquierda  san Benito y a la derecha san Bernardo, todas ellas bajo doselete. Probablemente estas esculturas se contrataron a Antoni Canet al comienzo de la construcción del retablo. Excepcionalmente con respecto a los retablos de este periodo en la parte central del ático no hay un Calvario,
sino una composición global apaisada para permitir la entrada de luz de los ventanales, un detalle que se mantuvo en el contrato del retablo barroco de 1647, donde se indicaba que «no debía tapar el rosetón de la cabecera».
En cada calle había dos tablas con escenas bíblicas y con un ático con la imagen de los evangelistas: san Lucas, san Juan Evangelista,  san Marcos y  san Mateo. En total doce tablas más otras seis de dimensiones más reducidas a la predela.
El retablo estaba dedicado a los Gozos de la Virgen con un ciclo que iba de la Anunciación a la Dormición de María. La predela se dedicaba a representar diferentes grupos de santos: profetas, apóstoles, mártires y fundadores.
En la parte posterior de las tablas hay alguna inscripción original, como el número de la calle donde iba cada tabla y algún rostro esbozado como el que hay detrás de la Anunciación y que se ha asociado con el aspecto físico de Guerau Gener.

## Descripción de las tablas
Las pinturas no guardan ninguna traza del estilo de Pere Serra. Hay que interpretar que en el corto período de tiempo hasta su muerte se construyó la estructura de madera y posiblemente tareas preparatorias. Sin embargo, una restauración en 2004 detectó una capa pictórica bajo la capa de preparación de las tablas de la Ascensión y de la Dormición de María, un hecho que podría hacer pensar que Serra llegó a hacer alguna pintura tapada y repintada posteriormente por Guerau Gener.
El estilo de la pintura se corresponde con el estilo de Gener, quien habría hecho todo el dibujo y la mayor parte de la policromía. En su estilo las figuras definen la escena, los personajes y los vestidos conforman la composición, prácticamente carente de elementos arquitectónicos, un recurso poco abundante en la pintura valenciana de la primera mitad del siglo XV.
Se pueden observar composiciones y uso de iconografía norte-europea en la misma línea que usó en su retablo de San Bartolomé y Santa Isabel de la catedral de Barcelona (1401). También se detecta un valencianismo con elementos expresionistas relacionables con el estilo derivado de Andrés Marzal de Sax. Algunas composiciones y tipos humanos evocan figuras del retablo del Centenar de la Ploma o en la tabla de la Duda de Santo Tomás de este pintor de origen germánico residente en Valencia, que Guerau Gener conoció cuando residió en Valencia entre 1405-1407 y con quien colaboró junto con Gonçal Peris Sarrià en la realización de un retablo dedicado a la Natividad del Señor que fue contratado el 24 de abril de 1405.

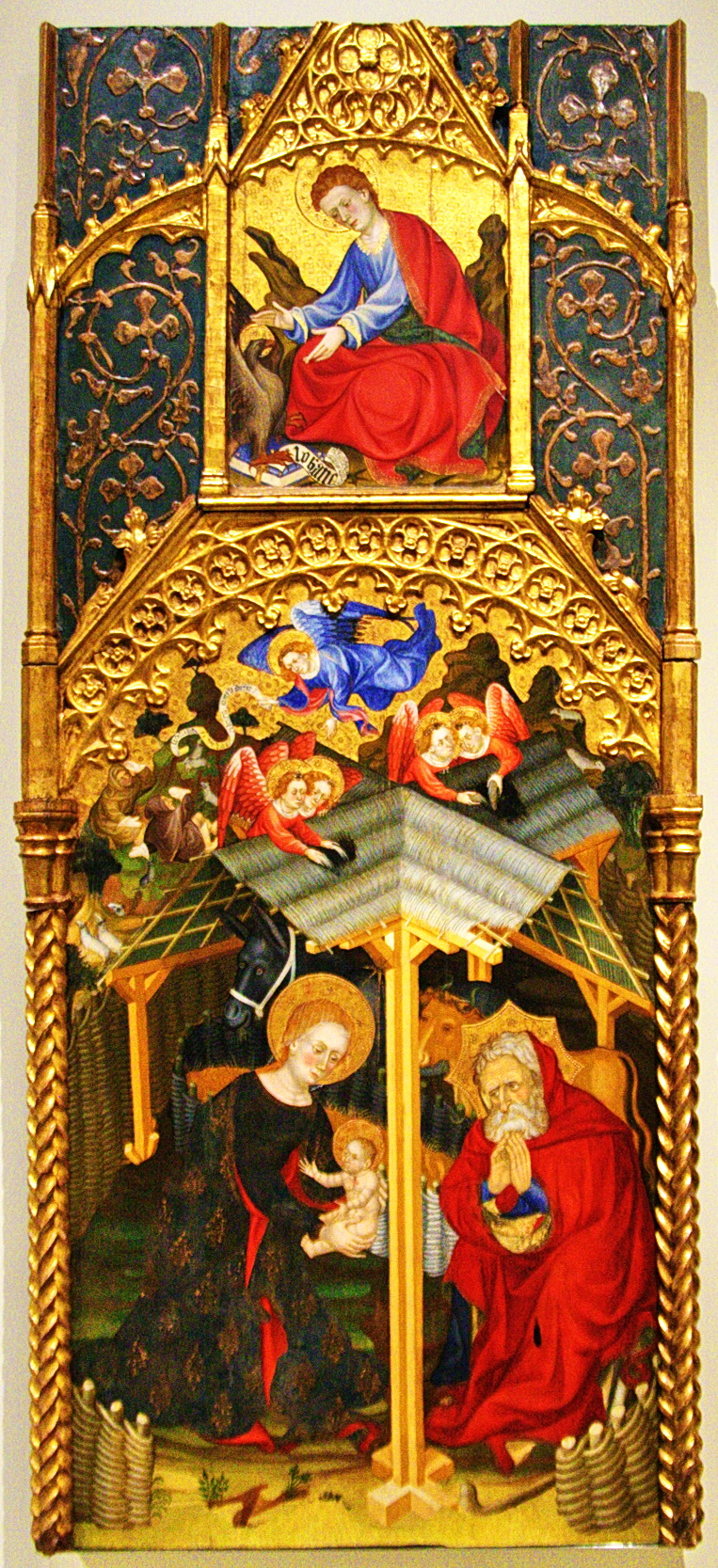
San Juan Evangelista y Natividad.

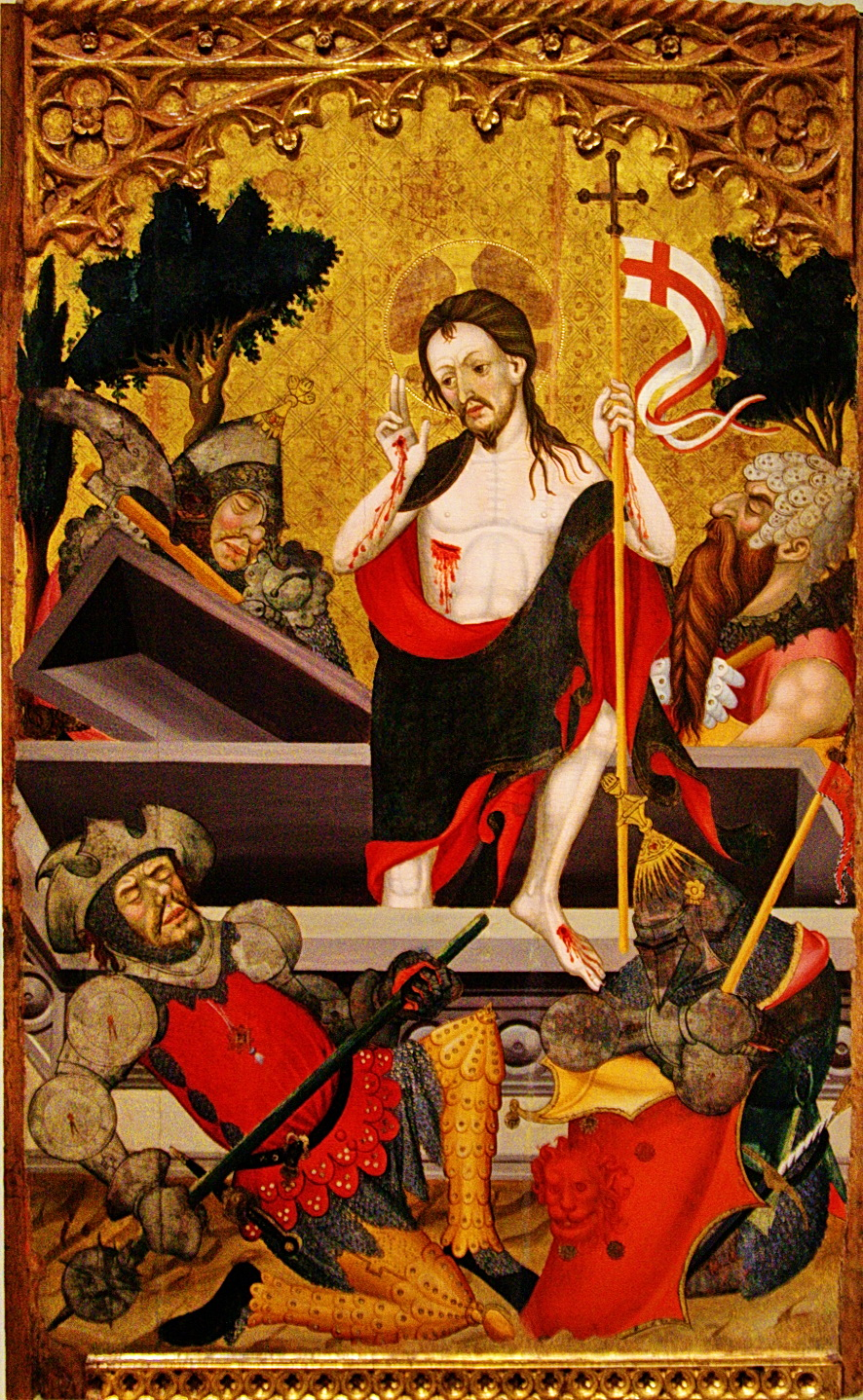
Tabla de la Resurrección de Cristo.

La intervención de Lluís Borrassà a la muerte de Gener se vio limitada a la finalización de ciertas escenas y especialmente en algunos rostros como el de la Virgen y el de Cristo. También intervino en la realización de los evangelistas, si bien la posición sentada de estos personajes denota la influencia valenciana indicando que, al menos en los dibujos, recibió el legado de Gener. En la predela, destaca una mayor participación de Borrassà quien realizó tablas enteras como la de los santos mártires, donde los personajes están captados desde una perspectiva más frontal a diferencia de las figuras de Gener que están pintadas desde un punto de vista más elevado.

### San Juan Evangelista y Natividad
Estas dos tablas forman parte de la colección permanente del Museo Nacional de Arte de Cataluña, que junto con la tabla de la Resurrección conformaban la calle interior izquierda y fueron las que se montaron durante un tiempo en la ermita de la Virgen de los Prados. Más tarde pertenecieron a José Domínguez, conde del Asalto, quien las tenía expuestas en su residencia en Madrid. A partir de 1935, pasan a ser propiedad de José Fontana Almeda. Su esposa, Pilar Rabal Rabal, hizo donación al museo, en memoria de su esposo, el 13 de octubre de 1976.

### Resurrección de Cristo
Se trata de la tercera tabla, junto con la Natividad y la de San Juan, que formaban la calle interior izquierda y que estuvieron en la ermita de la Virgen de los Prados. Fue propiedad del general Navarro, barón de la casa Davadillo, desde comienzos del siglo XX hasta que en 1945 el Ayuntamiento de Barcelona lo adquirió al anticuario Apolinar Sánchez para el museo de Arte de Cataluña, hoy MNAC, donde se conserva actualmente.
La tabla muestra la dualidad artística que tiene todo el retablo. Los rostros de los soldados, con largas barbas y un cierto aire grotesco conectan con el gótico internacional valenciano. El rostro de león que se observa en el escudo de uno de los soldados, es un recurso, que también se puede observar en otras imágenes y objetos de origen valenciano, como la tabla de la predicación de San Bartolomé dentro del retablo de Gener dedicado a este santo en la catedral de Barcelona, donde se puede observar un bajorrelieve en la decoración del fondo de la escena con una cara de león similar.
La escena recoge la visión triunfante de Cristo en la  resurrección. La figura central es Jesús que lleva el símbolo de la Santa Cruz y de la resurrección y hace una señal de bendición. Acaba de salir de la tumba después de que fuera abierta por el ángel enviado por Dios y que no aparece representado. El resto de personajes de la escena son los soldados que habían sido enviados por Pilatos para proteger el sepulcro y evitar que el cuerpo fuera robado. Los soldados visten diferentes tipos de armaduras medievales; caídos por el suelo, dormidos en posiciones casi imposibles. El rostro de Cristo tiene los rasgos propios de la mano del pintor Borrassa.

### Predela
Constaba de seis tablas de las que se conocen cinco, cuatro de ellas en la catedral de Tarragona y una quinta identificada en un anticuario de Madrid. En el marco entre tablas se muestran los escudos de Cataluña y Santes Creus. Las tablas contienen imágenes de santos y de izquierda a derecha se muestra: profetas y personajes del Antiguo Testamento con los característicos nimbos poligonales, entre los que se observa a Moisés con las Tablas de la Ley; diáconos mártires entre los que se puede ver a  san Lorenzo con las parrillas,  san Esteban con las piedras de su lapidación o  san Vicente con la rueda de molino; vírgenes mártires con la presencia de santa Bárbara con las torres, una santa reina que podría ser  santa Úrsula y tres mártires más, una de ellas santa Lucía; santos fundadores de órdenes religiosas como  san Benito con hábito negro y  san Bernardo con hábito blanco,  San Francisco, san Jerónimo y san Agustín, y una última mesa con los apóstoles, San Pedro,  san Pablo,  San Felipe,  San Bartolomé,  San Mateo.